# Glucina
La glucina és un mineral de la classe dels fosfats. Va rebre el nom per N.A. Grigoriev el 1963 per glucinium, el terme en llatí per al beril·li, per la seva presència en el mineral.

## Característiques
La glucina és un fosfat de fórmula química CaBe₄(PO₄)₂(OH)₄·0.5H₂O. Es tracta d'una espècie aprovada per l'Associació Mineralògica Internacional, i publicada per primera vegada el 1963. La seva duresa a l'escala de Mohs és 5.
Segons la classificació de Nickel-Strunz, la glucina pertany a «08.DA: Fosfats, etc, amb cations petits (i ocasionalment, grans)» juntament amb els següents minerals: bearsita, moraesita, roscherita, zanazziïta, greifensteinita, atencioïta, ruifrancoïta, guimarãesita, footemineïta, uralolita, weinebeneïta, tiptopita, veszelyita, kipushita, philipsburgita, spencerita i ianbruceïta.

## Formació i jaciments
Va ser descoberta al dipòsit de beril·li de Boevskoe, situat al districte de Kaslinsky de l'óblast de Txeliàbinsk (Rússia). També ha estat descrita a la pedrera Mount Mica, a la ciutat de Paris (Maine, Estats Units). Aquests dos indrets són els únics de tot el planeta on ha estat descrita aquesta espècie mineral.